# Unterkulm
Unterkulm est une commune suisse du canton d'Argovie, située dans le district de Kulm.

Vue aérienne (1962).

## Monuments et curiosités
- Au cours de la restauration de l'église paroissiale réformée en 1967-68, des fresques datant du début du XIVe siècle sont mises à jour dans le chœur carré datant de 1300 environ. Elles représentent le Christ en gloire, le Christ-Juge, le Propritiatoire, le Couronnement de Marie, les apôtres, les saints Martin et Fridolin[3]. L'horloge de l'église, toujours en fonction, est l'oeuvre du maître-horloger winterthourois Laurentius Liechti et remonte à 1530.